# Josef František
Josef František (Otaslavice, 7 oktober 1914 - Ewell, 8 oktober 1940) was een Tsjecho-Slowaakse gevechtspiloot die voor verschillende geallieerde landen vocht tijdens de Tweede Wereldoorlog. Het Imperial War Museum noemt hem de "topscorer" van de Battle of Britain.

## Biografie

### Jaren in Tsjecho-Slowakije
Josef František werd geboren in het dorpje Otaslavice in Moravië als de zoon van een timmerman. Na zijn vertrek van school ging hij in de leer voor slotenmaker, maar in 1934 sloot hij zich aan bij de Tsjecho-Slowaakse luchtmacht en verkreeg zijn training in Prostějov. Twee jaar later was hij klaar met zijn training en werd hij gelegerd in Olomouc. Hier vloog František in een Aero A-11 en in de Letov Š-28. In 1937 werd hij bevorderd tot sergeant. František had problemen met de discipline in het leger, zo was hij betrokken bij vechtpartijen en keerde hij soms te laat terug naar zijn eenheid. Hij toonde zich daarnaast als een exceptioneel talent als piloot en hierom werd hij verder opgeleid tot gevechtspiloot bij het vierde regiment.
In juni 1938 werd hij gelegerd bij Praag-Kbely en aldaar stond hij onder het bevel van kapitein Korcak. Onder diens leiding vloog František met Avia B-534 en bk-534 gevechtsvliegtuigen. Op 15 maart 1939 werd Tsjecho-Slowakije geannexeerd door Nazi-Duitsland en hierop werden enkele Tsjecho-Slowaakse piloten over de grens naar Polen gesmokkeld, onder hen bevond zich ook František. De groep meldde zich bij het Tsjecho-Slowaakse consulaat in Krakau en ze werden vervolgens naar een Tsjecho-Slowaaks kamp gestuurd. Daar sloot František zich aan bij een groep piloten die naar Frankrijk zouden afreizen. De Poolse ambtenaren probeerden hen te overtuigen om te blijven en ze besloten om kruis of munt te gooien om hun beslissing te bepalen. František gooide munt en sloot zich daarop aan bij de Poolse luchtmacht.

### In Poolse dienst
František reisde daarop naar de luchtbasis van Dęblin en werd hij vlieginstructeur. Hier vloog hij onder meer in een RWD 8. Op 1 september 1939 werd Polen binnengevallen door Nazi-Duitsland en werd het vliegveld van Dęblin gebombardeerd waardoor František niet kon opstijgen. Na de aanval vlogen de piloten met de nog luchtwaardige vliegtuigen naar Góra Puławska. Vanaf 7 september vloog František diverse verkenningsvluchten in een onbewapende RWD 8 en een PWS 25. Ondanks dat zijn vliegtuigen niet bewapend waren weerhield dat hem niet om de Duitsers aan te vallen. Bij een aanval op 20 september werd zijn vliegtuig geraakt en was hij genoodzaakt in de buurt van de vijandelijke linies te landen. Hier werd František gered door zijn Poolse collega's voor de Duitsers hem gevangen konden nemen.
Op 22 september 1939 kreeg de eenheid van František te horen dat ze zich moesten terugtrekken naar Roemenië. Samen met Josef Balejka, Vilém Košař’ en Matěj Pavlovič stond František in Polen bekend als "Český čtyřlístek"; het Tsjechische klaverblad.

### Frankrijk en Engeland
Eerst vlogen František en de andere Tsjechische piloten naar Constanța en op 2 oktober 1939 pakten ze daar samen het schip naar Istanboel en Beiroet. In Beiroet werd hun schip opgewacht door personeel van de Tsjecho-Slowaakse ambassade en zij adviseerden hen om zich aan te melden voor het Frans Vreemdelingenlegioen. Het viertal ging hiermee akkoord en ze werden gelegerd in het legerkamp van het legioen. Een week later werden ze ingescheept en op 20 oktober 1939 kwamen ze aan in Marseille waar ze hun verdere training verkregen. Kort na zijn aankomst in Frankrijk werd František herkend aan zijn Poolse onderscheidingstekens. Dit zorgde er voor dat ze opgenomen konden worden in de nieuw geformeerde Poolse luchtmacht in Frankrijk.

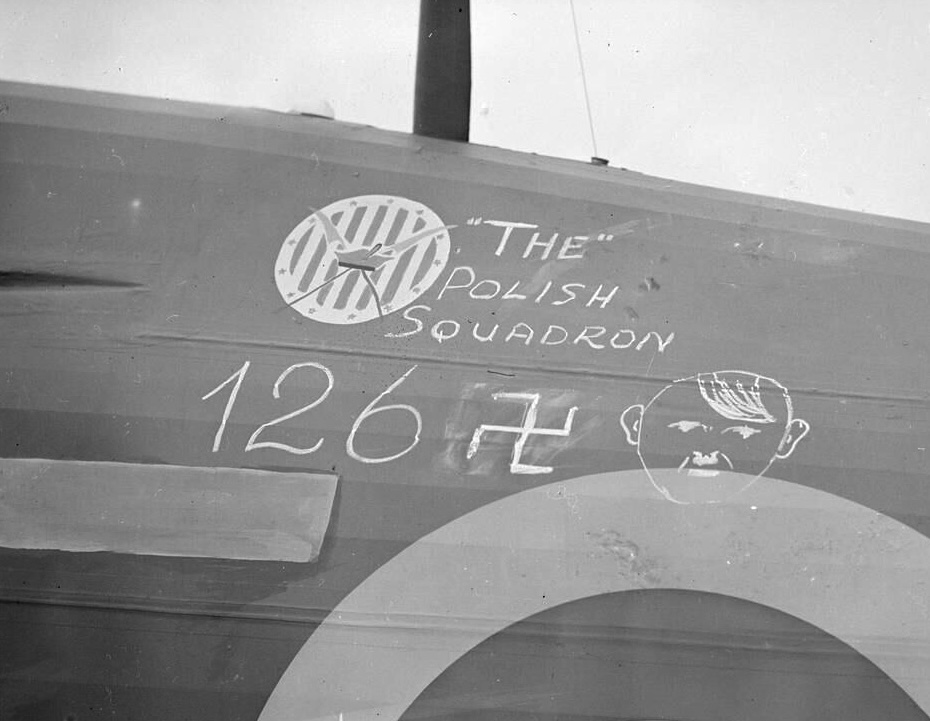
Met het neerschieten van zeventien vliegtuigen had František een groot aandeel aan het feit dat het No. 303 Squadron het succesvolste onderdeel van Fighter Command RAF was.

František werd in eerste instantie gelegerd bij de Poolse luchtbasis bij Clermont-Ferrand. Hier probeerde hij zoveel mogelijk Franse vliegtuigen uit. Ook kwam hij enkele keren in de problemen doordat hij ongeoorloofd met verlof was. Er zijn geen officiële bronnen over de deelname van František in de Slag om Frankrijk, maar volgens ooggetuigen zou hij negen Duitse vliegtuigen uit de lucht hebben geschoten en twee op de grond. In het museum in Otaslavice hangt een Frans Oorlogskruis, maar er zijn geen bronnen bekend hoe hij dit heeft verkregen.
Na de capitulatie van Frankrijk wist František samen met andere Poolse en Tsjechoslowaakse piloten te ontkomen naar Engeland. Op 2 augustus 1940 trad hij toe tot het Poolse squadron (303) van de Royal Air Force. Hij werd gelegerd bij de luchtmachtbasis in Northolt en ging hij vliegen in een Hawker Hurricane. Ondanks de gevechtservaring van de Poolse piloten moesten ze opnieuw trainen om aan de standaarden van de RAF te voldoen. Door deze training nam het squadron pas later deel aan de Slag om Engeland. Op 2 september 1940 kwam František voor het eerst in actie en in de 28 dagen die volgden schoot hij zeventien Duitse vliegtuigen neer. Hij was de eerste buitenlandse piloot die de Distinguished Flying Medal ontving van koning George VI op 1 oktober 1940.
Op 8 oktober 1940 stortte het vliegtuig van František neer bij Ewell na een patrouille. De exacte oorzaak van het neerstorten is onbekend. Hij werd begraven op de militaire begraafplaats in Northwood.

## In populaire cultuur
In de film Hurricane: 303 Squadron uit 2018 werd František gespeeld door acteur Kryštof Hádek.